# کاکل‌فری سیرا
کاکل‌فری سیرا (نام علمی: Pauxi koepckeae) نام یک گونه از سرده کاکل‌فری‌های کلاه‌پوش است.